# Allotopus moellenkampi
Allotopus moellenkampi là một loài bọ cánh cứng trong họ Lucanidae. Loài này được Fruhstorfer mô tả khoa học năm 1894.